# ラッキーセブン
ラッキーセブン（英: lucky seven、lucky 7）は、九回もある比較的長丁場の野球で七回には新機軸が発生することもあったということから始まった概念で、日本では7や5などの奇数が七元徳など一般に尊ばれることから幸運の意味を持つようにもなったもの。英語圏を中心とする西洋での思想であるという説や旧約聖書の『創世記』においては、ユダヤ教とそれに続くキリスト教で神は7日間で世界を創ったとしており、7日ごとに安息日を取る「週」の概念は古代から存在したという説もあるが、定かではない。

## 起源
9イニング制で行われる野球において、終盤の7回はラッキーセブンと呼ばれ、試合の潮目として認識されることが一般的になっている。韓国の野球でも、この言葉が使われる（すぐ上のリンク先）。
1885年9月30日のシカゴ・ホワイトストッキングス（現在のシカゴ・カブス）の優勝がかかった試合での7回にホワイトストッキングスのある選手は平凡なフライを打ち上げたが、このフライが強風に吹かれてホームランになった。このホームランによってホワイトストッキングスは優勝を決め、勝利投手はこの出来事を「ラッキーセブンス」（幸運な第7回）と表現した。一説にはこれが「ラッキーセブン」
の有力な起源でもあるという。
特に攻撃側において「ラッキーセブン」という名称が用いられるのは、この回に得点が入り試合が動く可能性が高いと信じられているからである。7回をこのように重要な回として扱う科学的、統計的根拠があるわけではなく、むしろ得点の入りにくいイニングであるという統計もあるが、試合のターニングポイントとなるイニングであるという認識は根強い。理由としては7回は先発投手の球数が100球を越え、球威が序盤ほど残っていないことが多いことや、継投策を採るにしても投手交代のタイミングが難しく、抑え投手が登板する8・9回に比べて実力の落ちるリリーフ投手が登板することが多いことなどが挙げられる。7回は攻撃側にとって最大の、しかし最後のチャンスとなるイニングになりかねないのである。攻撃側に関しては打者が概ね3、4巡目を迎えて先発投手に慣れてきていること、下位打線に代打を惜しげもなく送れること、またそこから上位打線に繋げることから、得点の期待が高まるイニングである。

### 応援
7回はラッキーセブンであるとされるため、日本のプロ野球においては、7回表・裏の攻撃前にそれぞれのチームの応援歌が球場に流され、ファンが大きく盛り上がる。また、北海道日本ハムファイターズは2009年より「ラッキーイニング」と称して8回裏攻撃前に同種のセレモニーを行っている（ビジター球場では7回に行っている）。
アメリカ・メジャーリーグベースボールにおいては、7回裏の前に「Seventh-inning stretch」と呼ばれるちょっとした休憩時間が挟まり、「Take Me Out to the Ball Game（わたしを野球に連れてって）」をスタジアム全体で歌うことが恒例になっている。

## 参照項目
- ラッキーセブン (テレビドラマ)